# Partit Popular per la Igualtat i la Democràcia
El Partit Popular per la Igualtat i la Democràcia (en Kurd: Partiya Wekhevî û Demokrasiya Gelan; en turc: Halkların Eşitlik ve Demokrasi Partisi, DEM Parti) és un partit polític de Turquia fundat el 25 de novembre de 2012 com a Partit d'Esquerra Verda (YSP). El seu símbol consisteix en un arbre el tronc violeta del qual forma una forma humana, la corona està formada per fulles verdes i el sol groc formant el cap de la forma humana al mig de la corona.

## Història
El YSP, abans anomenat Yeşiller ve Sol Gelecek Partisi (Partit Verd i del Futur d'Esquerres), es va formar el 25 de novembre de 2012 a través d'una fusió de l'Eşitlik ve Demokrasi Partisi (Partit per la Igualtat i la Democràcia) i el Yeşiller Partisi (Partit Verd). Es defineix com un partit verd amb idees liberals d'esquerra.
El 2014, el partit va donar suport a Selahattin Demirtaş com a candidat presidencial a les eleccions presidencials turques de 2014. També van donar suport a l'HDP a les eleccions parlamentàries de juny de 2015.
Al Segon Congrés Ordinari del Partit del 2 d'abril de 2016, el partit va canviar el seu nom a Yeşil Sol Partisi (YSP). El logotip del partit d'avui es remunta a la decisió presa al segon Congrés Extraordinari el 16 d'octubre de 2022. Selahattin Demirtaş va suggerir més tard que si l'HDP fos prohibit, tots els candidats de la facció HDP es presentarien en nom de l'YSP a les eleccions generals de 2023.
Amb la decisió del 24 de març de 2023, l'HDP, l'Emekçi Hareket Partisi (Partit del Moviment Obrer) i el Toplumsal Özgürlük Partisi (Partit per la Llibertat Social) van decidir presentar-se units a les llistes YSP per a les eleccions presidencials i parlamentàries. Es tracta d'enfortir l'aliança Millet İttifakı (Aliança de la Nació) del líder de l'oposició Kemal Kilicdaroglu. Per tant, l'YSP està sent tractat com un partit clau per a les eleccions presidencials de 2023.
En el seu 4t Congrés Extraordinari, l'YSP va modificar el seu nom a l'actual forma, Partit Popular per la Igualtat i la Democràcia, abreviat com a DEM Parti.

## Resultats electorals

### Eleccions generals
| Any  | Líder                             | Vots      | %     | Escons   | +/- | Govern   |
| ---- | --------------------------------- | --------- | ----- | -------- | --- | -------- |
| 2023 | Çiğdem Kılıçgün Uçar İbrahim Akın | 4,803,774 | 8.82% | 57 / 600 | Nou | Oposició |

### Eleccions locals
| Any  | Líder                               | Regidors  | Regidors  | Municipis | Municipis | Municipis  | Municipis |
| Any  | Líder                               | Vots      | %         | Vots      | %         | #          | ±         |
| ---- | ----------------------------------- | --------- | --------- | --------- | --------- | ---------- | --------- |
| 2024 | Tülay Hatimoğulları Tuncer Bakırhan | 2.646.124 | 5,80 (#5) | 2.625.588 | 5,70 (#4) | 85 / 1.389 | Nou       |